# 君主制
君主制（くんしゅせい、英: monarchy）または君主政とは、一人の支配者が統治する国家形態であり、伝統的には君主が唯一の主権者である体制。語源はギリシア語の「モナルケス monarches」で、「ただ一人の支配」を意味する。君主制支持は君主主義(monarchism)と呼ばれる。
共和制（republic）は「君主制の対」とされる（共和制は民主制と同義にも用いられ得るが、実際は独裁的な場合も少なくないという）。また「君主制，神政政治など」は、支配の権威が民衆に由来する民主主義と対照的とされており、「君主政治」や「貴族政治」も民主主義と区別されるという。

## 用語
君主が存在する国家を君主国、君主が存在しない国家を共和国という。君主国は通常、支配者の君主号によって、王国（王）、大公国（大公）、公国（公）、首長国（アミール）、帝国（皇帝）などと呼ばれる。かつて君主号には、個々の文化圏ごとの複雑な慣習に基づく序列や優劣が存在したが、現在は国際社会において儀礼上対等とされる。ただし、便宜上の序列を付ける場合は「在位期間の長い方が上」とすることがある（一例として、各国君主の集合写真を撮影する場合には、在位期間の長い順から中央～外側に着座していき、同じように後列の立座となる）。
ある人物が君主の地位に就任することを即位、君主がその地位から退くことを退位、君主がその地位を他人に譲ることを譲位、退位した人物が再び即位することを重祚（ちょうそ）という。また、即位させること（君主格の付与、enthronement）を「祭り上げる」、退位させること（君主格の剥奪、dethronement）を「廃位する」とも表現する。
政治分析の基礎概念として君主制を取り上げ、他の政体と区別して論じたのは、君主を持たないポリスが多数存在した古代ギリシアの思想家である。君主制の国がほとんどを占めていた地域では、君臣の関係のような限定的な問題を越えて、君主制を国家一般と別に把握する動機が生まれなかった。近代になって、君主制が共和主義者によって脅かされるようになると、古代ギリシア・古代ローマの伝統を復活させて君主制を論じる政治思想が登場した。

## 概要

### 継承と任期
君主制はまず、君主の座を世襲で継承するかどうかによって、世襲君主制と選挙君主制とに分類される。世襲君主制は君主の地位がある一族によって世襲されるものであり、この場合君主の一族を王家（王室）と呼び、王家による世襲権力の連続体を王朝という。これに対し、君主が死去または退位した場合、一定の候補者の中から選挙によって君主が選ばれる君主制を選挙君主制という。世襲君主制における王位継承は多くの場合現在の君主との血の近さによって明確な王位継承順位が定められており、空位となった場合は継承順位第一位の人物が新しく君主に就任する。ただし、サウジアラビアのように王位継承順位を定めていない国家も存在する。
近現代のヨーロッパにおける王位継承は、女性の継承権の有無および優先順位によって4つのタイプに分かれる。女性に継承権が存在しない場合は男系長子継承制（サリカ法）となり、男系長子が王位継承の第一順位となって、以下血縁の近い男性に継承権が付与されていく。これに対し、女性に継承権が存在する場合は3つのパターンが存在する。基本的には男系男子を優先するが、男系継承者が絶えた場合に限り女系や女子に継承権を認めるパターンは男系・女系長子継承制（準サリカ法）と呼ばれる。また、男女に継承権を認めるが、男子が存在する場合は男子を優先するパターンを男子優先長子継承制と呼ぶ。ここまでのタイプは古くから存在する継承法であるが、男女平等概念の浸透により、男女にかかわらず長幼の順に従って継承権を認める絶対的長子継承制が1980年代以降普及しつつある。
君主は基本的には任期が定まっておらず、その死去または自主的な退位までは在位をし続けるが、マレーシアのように任期制の君主も存在する。アラブ首長国連邦は大統領制を取っており、任期は5年であるが、大統領は連邦に加盟する7ヶ国の世襲首長によって互選される上、国内で最大勢力を持つアブダビ首長国の首長が大統領に選出されることが慣例化している。またアンドラはフランス大統領とスペインのウルヘル司教が職権上アンドラ公国共同公に就任し、共同元首となっている。フランス大統領は任期制であり、一期5年の最大二期までと定められている。

### 権限
君主制はまた、その政治権力によっても分類される。君主が絶対的な権力を持つ政体が絶対君主制である。絶対君主制は独裁政治の一種であり、政治体制としては権威主義体制に含まれる。権力継承のシステムが確立している上に王族によって支配体制が固められているため、権威主義体制の各政体の中ではもっとも安定性が高い。これに対し、君主が権力を制限されていたり付与されていない政体が制限君主制であり、権力の制限が憲法に基づく（立憲主義）場合は立憲君主制となる。立憲君主制はさらに、君主が名目的な地位にあるイギリス型と、君主に強力な権限を持たせたプロイセン型（外見的立憲君主制）に大別される。イギリス型の立憲君主制は議会制民主主義に立脚しており、民主制の君主国において広く採用されている。

## 歴史
18世紀末までは、世界のほとんどの国家において君主制が敷かれており、共和制を採る国家はスイスやオランダ連邦共和国、ヴェネツィア共和国などわずかな数に過ぎなかった。その後、18世紀末にはアメリカ独立戦争によってアメリカ合衆国が成立し、フランス革命によってフランスが一時共和制を取ったことで君主制をとらない国家も増え始め、なかでもこの両革命の影響を強く受けたラテンアメリカ諸国は18世紀初頭の独立時にほとんどが共和制をとった。一方、ヨーロッパ大陸においては君主制はいまだに強固なものであり、ベルギーが独立を達成した際にも君主の推戴が条件とされたため、1831年にドイツの小領邦君主であるザクセン＝コーブルク＝ゴータ家からレオポルド1世を初代国王として受け入れた。ヨーロッパにおける新独立国が他国から王族を迎え入れて君主制を敷く例は19世紀を通じてみられ、ギリシャ（1832年）やブルガリア（1879年）、ノルウェー（1905年）などが新しく王を受け入れている。ただしヨーロッパにおいては君主制は存続する一方で、イギリスにおいて議院内閣制と立憲君主制が成立したのに続き、19世紀後半には自由主義の興隆によってヨーロッパ大陸諸国が立憲君主制を導入するなど、君主の権利は19世紀を通じて制限・縮小する傾向が続いた。この君主権の制限はヨーロッパ外にも一部波及し、日本やオスマン帝国にもこの時期立憲君主制が導入された。
こうした流れが決定的に変化したのは第一次世界大戦によってである。この大戦でドイツ、オーストリア・ハンガリー、ロシアの3ヶ国で君主制が崩壊し、またヴェルサイユ条約によって独立したヨーロッパの国家は、セルビア王国を実質的に継承したユーゴスラビア王国を除きいずれも共和制をとった。さらに第二次世界大戦によって、イタリアや東欧諸国で君主制が廃止された。一方、それまで同君連合制をとっていたイギリス連邦において、独立したインドが共和制を取ることを表明し、なおかつその後もイギリス連邦にとどまることを希望したため、1949年に国王への忠誠条項が撤廃され、英連邦王国とイギリス連邦とが制度的に分離した。これにより、君主制を取らずともイギリス連邦への残留が可能となった。第二次世界大戦以降、アジア・アフリカ地域でヨーロッパ諸国の植民地が相次いで独立したものの、この新独立国群は独立時にほとんど共和制を取り、君主制を敷いたのはいくつかの英連邦王国を除くと、独立以前から保護国や保護領などの形で君主制が残存していた国家に限られていた。中東で1950年代から1970年代にかけて王制が相次いで廃止されたように、君主制をとった新独立国も、政情不安からしばしば王制が転覆し、共和制へと移行するケースが見られ、イランやエチオピアのように古い君主制国家でも王が失政を行った場合は革命が勃発して王が放逐された。
こうして君主制国家の割合は減り続け、2019年には君主制を取る国は国連加盟国の4分の1以下にまで減少した。この流れは21世紀に入っても続いており、2008年にはネパールにおいて王政が廃止された。また、君主制を存続させている国家においても君主制廃止論は根強く残っており、オーストラリアなどではしばしば君主制廃止論が再燃している。一方で、1993年のカンボジアのように一度廃止された君主制を復活させる、いわゆる王政復古を行った国家も少数ながら存在する。

## 国家構成領邦の君主
かつてのインド帝国のマハーラージャ、ドイツ帝国の国家など、君主国内部にも君主を持つ国家が存在することがある。
現在でもアラブ首長国連邦とマレーシアは連邦制国家であり、構成国・州には君主制のものが存在する。アラブ首長国連邦はアブダビ、ドバイ、シャールジャ、アジュマーン、ウンム・アル＝カイワイン、フジャイラ、ラアス・アル＝ハイマの7つの首長国によって構成される連邦国家であり、各首長国はそれぞれ絶対君主制を取っている。独立した首長国が連合する形で成立した国家であるため、各首長国の権限は大きく自立性は高い。これに対し、マレーシアの君主制国家構成領邦はすべてではなく、マレーシア半島部の11州のうち、ジョホール州、ケダ州、クランタン州、パハン州、ペラ州、スランゴール州、トレンガヌ州、ヌグリ・スンビラン州、プルリス州の9州のみが君主制を取っている。マレーシアの州の君主はいずれも権限は小さく、立憲的な議会主義君主制となっている。ヌグリ・スンビラン州は州内のウンダンと呼ばれる伝統的首長の互選により、ヤン・ディプルトゥアン・ブサールを君主とする。
またインドネシアのジョグジャカルタ特別州の州知事は、独立時の経緯からジョグジャカルタのスルターンが世襲する体制が取られている。フランスの海外準県ウォリス・フツナは保護国である3つの王国で構成されている。

## 君主の称号による分類

現存する君主制国家

- 絶対君主制の国
- 絶対君主制に近い国
- 立憲君主制の国
- 英連邦王国 (人的同君連合となっている立憲君主制の国)
- 伝統的な君主が地方に存在する国
- 君主が存在（及び、現存）しない国
- 国ではない陸地
- 海

君主の種類による分類には以下がある。

### 現存する国家形態
- 王国（英語: Kingdom）とは、国王または女王を元首とする国家。
- スルターン国（英語: Sultanate）とは、スルターンを元首とする国家。
- 英連邦王国（英語: Commonwealth realm）とは、英連邦[注釈 7]加盟国の中で、イギリスの君主（2022年現在は国王チャールズ3世）を元首とする国家。イギリス以外の国では、英国王に任命された総督[注釈 8]が実質的に元首を務める。
- 大公国（英語: Grand Duchy）。
- 公国（英語: Principality）。
- 首長国（英語: Emirate）。
- 天皇制国家（Emperor System）。

### 現存しない国家形態
- 専制公国（英語: Despotate）
- 宮中伯国（英語: Palatinate）
- 辺境伯国（英語: Margraviate）
- 城伯国（英語: Burgraviate）
- 方伯国（英語: Landgraviate）
- 伯国（英語: County）
- 子国（英語: Viscounty）
- 男国（英語: Barony）
- 騎士団領（英語: Monastic state）
- 司教領（英語: Prince-Bishopric）
- 汗国（英語: Khanate）
- ヘーチマン国（英語: Hetmanate）
- 君侯国（ベイリク、英語: Beylik）
- 帝国（英語: Empire）
  - ツァーリ国（英語: Tsardom、ロシアなどのスラヴ語圏における帝国。）
- 藩王国（土侯国、英語: Princely state）
- 大公国（英語: Grand Principality 日本語ではPrincipalityとの対比で大公国（だいこうこく）になる）
- 公国（英語: Duchy）
- 将軍領（英語: Shogunate）日本の政府が幕府であった時の称。

## 君主国の一覧
2025年6月28日現在、国際連合加盟国・国際連合総会オブザーバーにおける君主制国家は、以下の43ヶ国であり、約5億人の人口を抱える。このうち、英連邦王国に属する国家が15ヶ国存在する。
サモアは国家内に複数の伝統的首長がおり、国家元首であるオ・レ・アオ・オ・レ・マーローは議会により、特定の家系の首長の中から選出される体制が取られている。独立時の国家元首は終身であったため、君主制的側面を持つと認識されていた。現在でもサモアは憲法でも政治体制を明示しておらず、君主制と共和制の中間の政体とも評されている。
| 国                               | 君主       | 制度                      | 継承       | 現憲法 |
| -------------------------------- | ---------- | ------------------------- | ---------- | ------ |
| 日本国                           | 天皇       | 象徴君主制（立憲君主制）  | 世襲制     | 1947   |
| カンボジア王国                   | 王         | 立憲君主制                | 世襲選挙制 | 1993   |
| タイ王国                         | 王         | 制限君主制                | 世襲制     | 2017   |
| ブータン王国                     | 龍王       | 立憲君主制                | 世襲制     | 2007   |
| ブルネイ・ダルサラーム国         | スルターン | 絶対君主制                | 世襲制     | 1959   |
| マレーシア                       | 王         | 立憲君主制                | 選挙君主制 | 1957   |
| オランダ王国                     | 王         | 立憲君主制                | 世襲制     | 1815   |
| スウェーデン王国                 | 王         | 象徴君主制（立憲君主制）  | 世襲制     | 1974   |
| スペイン王国                     | 王         | 議会君主制 （立憲君主制） | 世襲制     | 1978   |
| デンマーク王国                   | 王         | 立憲君主制                | 世襲制     | 1849   |
| ノルウェー王国                   | 王         | 立憲君主制                | 世襲制     | 1814   |
| ベルギー王国                     | 王         | 立憲君主制                | 世襲制     | 1831   |
| モナコ公国                       | 公         | 立憲君主制                | 世襲制     | 1911   |
| アンドラ公国                     | 共同公     | 立憲君主制                | 職権上     | 1993   |
| リヒテンシュタイン侯国           | 侯         | 立憲君主制                | 世襲制     | 1862   |
| ルクセンブルク大公国             | 大公       | 立憲君主制                | 世襲制     | 1868   |
| モロッコ王国                     | 王         | 立憲君主制                | 世襲制     | 1957   |
| アラブ首長国連邦                 | 大統領     | 混合制                    | 世襲選挙制 | 1971   |
| オマーン国                       | スルターン | 絶対君主制                | 世襲制     | 1996   |
| カタール国                       | 首長       | 混合制                    | 世襲制     | 2004   |
| クウェート国                     | 首長       | 絶対君主制                | 世襲選挙制 | 1962   |
| サウジアラビア王国               | 王         | 絶対君主制                | 世襲制     | 1992   |
| バーレーン王国                   | 王         | 混合制                    | 世襲制     | 2002   |
| ヨルダン・ハミシテ王国           | 王         | 立憲君主制                | 世襲制     | 1952   |
| エスワティニ王国                 | 王         | 立憲君主制                | 世襲制     | 1968   |
| レソト王国                       | 王         | 立憲君主制                | 世襲制     | 1993   |
| トンガ王国                       | 王         | 立憲君主制                | 世襲制     | 1970   |
| バチカン市国                     | 教皇       | 立憲君主制                | 選挙制     | 1920   |
| イギリス                         | 王         | 立憲君主制                | 世襲制     | 1701   |
| アンティグア・バーブーダ         | 英国王     | 立憲君主制                |            | 1981   |
| オーストラリア                   | 英国王     | 立憲君主制                |            | 1901   |
| カナダ                           | 英国王     | 立憲君主制                |            | 1867   |
| グレナダ                         | 英国王     | 立憲君主制                |            | 1974   |
| ジャマイカ                       | 英国王     | 立憲君主制                |            | 1962   |
| セントクリストファー・ネイビス   | 英国王     | 立憲君主制                |            | 1983   |
| セントビンセント・グレナディーン | 英国王     | 立憲君主制                |            | 1979   |
| セントルシア                     | 英国王     | 立憲君主制                |            | 1979   |
| ソロモン諸島                     | 英国王     | 立憲君主制                |            | 1978   |
| ツバル                           | 英国王     | 立憲君主制                |            | 1978   |
| ニュージーランド                 | 英国王     | 立憲君主制                |            | 1907   |
| バハマ                           | 英国王     | 立憲君主制                |            | 1973   |
| パプアニューギニア               | 英国王     | 立憲君主制                |            | 1975   |
| ベリーズ                         | 英国王     | 立憲君主制                |            | 1981   |

### 現存しない

#### 19世紀以前に君主制から共和制に移行した国
- アラウカニア・パタゴニア王国 → （1862年）アルゼンチン共和国サンタクルス州・チュブ州・ネウケン州・リオネグロ州、チリ共和国ラ・アラウカニア州
- 教皇領 → （1849年）ローマ共和国（現イタリア共和国ローマ）
- スペイン王国 → （1873年）スペイン共和国（現スペイン）
- ハイチ帝国 → （1806年）ハイチ国（現ハイチ共和国北部）、ハイチ共和国（現ハイチ共和国南部）
- ハイチ王国 → （1820年）ハイチ共和国
- ハイチ帝国 → （1859年）ハイチ共和国
- ハワイ王国 → （1893年）ハワイ共和国（現アメリカ合衆国ハワイ州）
- フランス帝国 → （1870年）フランス共和国
- ブラジル帝国 → （1889年）ブラジル合衆国（現ブラジル連邦共和国）
- メキシコ帝国 → （1823年）メキシコ合衆国、中米連邦（現エルサルバドル共和国、グアテマラ共和国、コスタリカ共和国、ニカラグア共和国、ホンジュラス共和国）
- メキシコ帝国 → （1867年）メキシコ合衆国
- ロンバルド＝ヴェネト王国 → （1848年）ヴェネト共和国（現イタリア共和国ヴェネト州・フリウリ＝ヴェネツィア・ジュリア州・ロンバルディア州）
- ワルシャワ公国 → （1815年）クラクフ共和国（現ポーランド共和国クラクフ）

#### 20世紀に君主制から共和制に移行した国
- アイスランド王国 → （1944年）アイスランド共和国
- アイルランド自由国 → （1937年）エール（現アイルランド）
- アフガニスタン王国 → （1973年）アフガニスタン共和国（現アフガニスタン・イスラム共和国）
- アルバニア公国 → （1925年）アルバニア共和国（現アルバニア共和国）
- アルバニア王国 → （1946年）アルバニア人民共和国（現アルバニア共和国）
- イエメン・ムタワキエ王国 → （1962年）イエメン・アラブ共和国（現イエメン共和国北部）
- イタリア王国 → （1946年）イタリア共和国
- インド連邦 → （1950年）インド
- イラク王国 → （1958年）イラク共和国
- イラン帝国 → （1979年）イラン・イスラム共和国
- ウガンダ → （1963年）ウガンダ共和国
- ウクライナ国 → （1918年）ウクライナ人民共和国（現ウクライナ）
- エジプト王国 → （1953年）エジプト共和国（現エジプト・アラブ共和国、スーダン共和国）
- エチオピア帝国 → （1975年）社会主義エチオピア（現エチオピア連邦民主共和国、エリトリア国）
- オーストリア＝ハンガリー帝国 → （1918年）ドイツオーストリア共和国（現オーストリア共和国）
- オスマン帝国 → （1923年）トルコ共和国
- ガーナ → （1960年）ガーナ共和国
- ガイアナ → （1970年）ガイアナ共和国
- ガンビア → （1970年）ガンビア共和国
- カンボジア王国 → （1970年）クメール共和国（現カンボジア王国）
- ギリシャ王国 → （1924年）ギリシャ共和国（現ギリシャ共和国）
- ギリシャ王国 → （1974年）ギリシャ共和国
- クロアチア独立国 → （1945年）クロアチア社会主義共和国（現クロアチア共和国）、ボスニア・ヘルツェゴビナ社会主義共和国（現ボスニア・ヘルツェゴビナ）
- ケニア → （1964年）ケニア共和国
- シエラレオネ → （1971年）シエラレオネ共和国
- ザンジバル王国 → （1964年）ザンジバル人民共和国（現タンザニア連合共和国ザンジバル）
- シッキム王国 → （1975年）インド、シッキム州
- スペイン王国 → （1931年）スペイン共和国（現スペイン王国）
- セイロン → （1972年）スリランカ共和国（現スリランカ民主社会主義共和国）
- 大清帝国 → （1912年）中華民国（現中華人民共和国）
- 大日本帝国（旧大韓帝国北部） → （1948年）朝鮮民主主義人民共和国
- 大日本帝国（旧大韓帝国南部） → （1948年）大韓民国
- 大日本帝国（台湾） → （1949年）中華民国
- タンガニーカ → （1962年）タンガニーカ共和国（現タンザニア連合共和国タンガニーカ）
- 中央アフリカ帝国 → （1979年）中央アフリカ共和国
- 中華帝国 → （1916年）中華民国（現中華人民共和国）
- チュニジア王国 → （1957年）チュニジア共和国
- ドイツ帝国 → （1919年）ヴァイマル共和国（現ドイツ連邦共和国）
- トリニダード・トバゴ → （1976年）トリニダード・トバゴ共和国
- ナイジェリア → （1963年）ナイジェリア連邦共和国
- パキスタン → （1956年）パキスタン・イスラム共和国（現パキスタン・イスラム共和国、バングラデシュ人民共和国）
- バルト連合公国 → （1918年）ラトビア社会主義ソビエト共和国（現ラトビア共和国）
- ハンガリー王国 → （1946年）ハンガリー共和国（現ハンガリー共和国）
- フィジー → （1987年）フィジー共和国
- フィンランド王国 → （1918年）フィンランド共和国
- ブルガリア王国 → （1944年）ブルガリア人民共和国（現ブルガリア共和国）
- ブルンジ王国 → （1966年）ブルンジ共和国
- ベトナム帝国 → （1945年）ベトナム民主共和国（現ベトナム社会主義共和国北部）
- ベトナム国 → （1955年）ベトナム共和国（現ベトナム社会主義共和国南部）
- ポーランド王国 → （1918年）ポーランド共和国（現ポーランド共和国）
- ポルトガル王国 → （1910年）ポルトガル共和国
- マラウイ → （1966年）マラウイ共和国
- マルタ → （1974年）マルタ共和国
- 満州国 → （1946年）中華民国（現中華人民共和国）
- 南アフリカ連邦 → （1961年）南アフリカ共和国（現南アフリカ共和国、ナミビア共和国）
- モーリシャス → （1992年）モーリシャス共和国
- モルディブ・スルターン国 → （1968年）モルディブ共和国
- モンゴル国 → （1924年）モンゴル人民共和国（現モンゴル国）
- ユーゴスラビア王国 → （1943年）ユーゴスラビア民主連邦（現クロアチア共和国、コソボ共和国、スロベニア共和国、セルビア共和国、ボスニア・ヘルツェゴビナ、マケドニア共和国、モンテネグロ）
- ラオス王国 → （1975年）ラオス人民民主共和国
- リトアニア王国 → （1918年）リトアニア共和国
- リビア王国 → （1969年）リビア・アラブ共和国（現リビア国）
- ルーマニア王国 → （1947年）ルーマニア人民共和国（現ルーマニア）、モルダビア・ソビエト社会主義共和国（現モルドバ共和国）
- ルワンダ王国 → （1961年）ルワンダ共和国
- ロシア帝国 → （1922年）ソビエト社会主義共和国連邦（現独立国家共同体、ジョージア、バルト三国）

#### 21世紀に君主制から共和制に移行した国
- アフガニスタン・イスラム首長国 → （2001年）アフガニスタン・イスラム移行国（英語版）→アフガニスタン・イスラム共和国（現在はタリバンの復権により再君主制化）
- ネパール王国→（2008年）ネパール連邦民主共和国
- バルバドス英連邦→（2021年）バルバドス共和国